# Bellegarde, Gard
Bellegarde este o comună în departamentul Gard din sudul Franței. În 2009 avea o populație de 6.228 de locuitori.

## Evoluția populației
| An        | 1975  | 1982  | 1990  | 1999  | 2006  | 2009  |
| --------- | ----- | ----- | ----- | ----- | ----- | ----- |
| Populație | 3.163 | 3.924 | 4.508 | 4.913 | 6.109 | 6.228 |